# 寺尾和明
寺尾 和明（てらお かずあき、1951年9月19日 - ）は、日本の経営者。カルチュア・コンビニエンス・クラブ社長を務めた。長崎県出身。

## 経歴・人物
1970年に長崎県立諫早商業高校を卒業し、同年にシャープに入社した。1985年9月にカルチュア・コンビニエンス・クラブに転じ、1996年11月から1999年4月までに社長を務めた。